# Tomasz Kamiński (skrzypek)
Tomasz Kamiński (23 sierpnia 1965 w Toruniu) – polski muzyk bluesowy i jazzowy.
Uczęszczał do szkoły muzycznej do klasy skrzypiec. Jako skrzypek i wokalista występował z zespołem Nocna Zmiana Bluesa, z którym nagrał siedem płyt. Gościnnie wystąpił też na płytach zespołów Dżem i Zdrowa Woda. Od 1999 roku rozpoczął karierę solową. Jego debiutancka płyta, zatytułowana Małe miłości ukazała się 7 czerwca 1999. Jest też autorem książek Powołany do miłości oraz Żyć w szkole miłości. 

## Dyskografia
- z zespołem Nocna Zmiana Bluesa
  - 1986 Nocny koncert - skrzypce, śpiew, tamburyn
  - 1987 The Blues Nightshift - skrzypce, skrzypce slide, śpiew, tamburyn
  - 1989 Zróbmy to razem - skrzypce, skrzypce slide, śpiew, tamburyn
  - 1990 The Best of The Blues Nightshift - skrzypce, śpiew
  - 1991 Unforgettable Bluesmen - skrzypce, śpiew, tamburyn
  - 1993 Chory na bluesa - skrzypce, śpiew
  - 1996 Co tylko chcesz - skrzypce
  - 2000 Zawsze wygra blues - skrzypce
- Z zespołem Dżem
  - 1994 Akustycznie
  - 1994 Akustycznie - suplement
- Z zespołem Zdrowa Woda
  - 1998 Nie bój się miłości
- Albumy solowe
  - 1999 Małe miłości
  - 2001 Anioły do mnie wysyłaj
  - 2003 Jaśmin
  - 2007 Muzyczne listy do młodych (zapis koncertu)

## Publikacje książkowe
- Gram na skrzypcach (podręcznik, 1993, ISBN 83-85263-62-4)
- Powołany do miłości (2005, ISBN 83-88531-80-8)